# Plavšinac
Plavšinac falu Horvátországban Kapronca-Kőrös megyében. Közigazgatásilag Kamarcsához tartozik.

## Fekvése
Kaproncától 12 km-re délkeletre, községközpontjától 3 km-re északnyugatra a Bilo-hegység lejtőin fekszik.

## Története
A falu eredeti neve "Planka" volt. Az 1615-ös egyházlátogatás egy Szent László tiszteletére szentelt templomot említ ezen a vidéken, mely a feltételezések szerint a mai Plavšinac vagy Vlaislav falu területén állott. A középkori falut a török pusztította el, lakói elmenekültek. Helyükre a 17. században főként pravoszláv szerb lakosság telepedett itt le.
A falunak 1857-ben 202, 1910-ben 332 lakosa volt. Trianonig Belovár-Kőrös vármegye Kaproncai járásához tartozott. 2001-ben a 125 lakosa volt. A faluban alapiskola működik.

## Nevezetességei
A Negyednapos Szent Lázár tiszteletére szentelt pravoszláv temploma egyhajós épület, téglalap alaprajzú hajóval és téglalap alaprajzú, középen lekerekített szentéllyel, valamint a főhomlokzaton emelkedő harangtoronnyal. A templom boltozatos, övekkel elválasztott csehsüvegboltozatokkal. A szentély boltozata félkupola. A kórus három masszív oszlopon nyugszik, amelyeket boltívek kötnek össze. A főhomlokzatot pilaszterek osztják függőlegesen három mezőre. A központi mezőt a portál téglalap alakú nyílása, valamint egy jobb oldali és egy bal oldali fülke tagolja. Az oromzatnak homorú oldalszélei vannak. A harangtornyot félköríves zárt ablaknyílások tagolják. Az oldalsó homlokzatokat ritmikusan tagolják az ablaknyílások és a lizénákkal ellátott fülkék.